# Provincia meccanica
Provincia meccanica és una pel·lícula de 2005 dirigida per Stefano Mordini.
Inspirat lliurement en una notícia, va participar en el concurs del 55è Festival Internacional de Cinema de Berlín. Representa la primera obra de Stefano Mordini, antic autor de documentals (Paz '77, Arbitri, L'allievo modello).

## Argument
Marco Battaglia, obrer de torn, la jove i inconformista Silvia i els seus dos fills, Sonia i Davis, constitueixen una família completament anòmala, que viu al marge de les convencions imposades per la societat, en un poble de la província de Ravenna.
La sogra del Marco, molt crítica amb ells, aconsegueix la custòdia de la Sonia. L'harmonia de la família es dissol i la Silvia enganya el seu marit.
En Marco lluitarà per recuperar l'estabilitat personal, enmig de problemes domèstics i preocupacions laborals.

## Repartiment
- Stefano Accorsi: Marco Battaglia
- Valentina Cervi: Silvia Battaglia
- Barbara Folchitto: assistent social
- Ivan Franek: Dragan, "il Rosso"
- Adele Ferruzzi: Sonia
- Julia Hiebaum: Virginia
- Miro Landoni: Quarto
- Silvia Pasello: mare de Silvia
- Giacomo Piperno: pare dr Silvia
- Andrea Soffiantini: el màgic
- Lorenzo Zanetti: Davis

## Reconeixements
- 2005 - 55è Festival Internacional de Cinema de Berlín
  - Nominació Ós d'Or a Stefano Mordini
- 2005 - David di Donatello
  - Nominació Millor director novell a Stefano Mordini
  - Nominació Millor actriu protagonista a Valentina Cervi
  - Nominació Millor actor protagonista a Stefano Accorsi
- 2006 - Nastro d'argento
  - Candidatura Millor director novell a Stefano Mordini
  - Candidatura Millor actor protagonista a Stefano Accorsi